# Serhiivske, Semenivka
Serhiivske (în ucraineană Сергіївське) este un sat în comuna Kostobobriv din raionul Semenivka, regiunea Cernihiv, Ucraina.

## Demografie
Componența lingvistică a localității Serhiivske
     Rusă (100%)
Conform recensământului din 2001, toată populația localității Serhiivske era vorbitoare de rusă (100%).